# Partit Socialista de Navarra
El Partit Socialista de Navarra (PSN-PSOE) és la federació del Partit Socialista Obrer Espanyol en la Comunitat Foral de Navarra (Espanya). Es va constituir el juny de 1982, quan l'Agrupació Socialista de Navarra del PSOE, integrada fins llavors ael Partit Socialista d'Euskadi (PSE), es va segregar d'aquest per a formar la seva pròpia federació.
Ha tingut com secretaris generals Gabriel Urralburu (1982-1994), Javier Otano (1994-1996), Juan José Lizarbe (1997-2004) i Carlos Chivite (2004-2008). Va governar Navarra dues vegades: 1984-1991 (amb Gabriel Urralburu i en solitari) i 1995-1996 (amb Javier Otano, en coalició amb CDN i EA).

## Història del socialisme a Navarresa
A Navarra, la implantació del socialisme va ser desigual i dificultosa. Navarra era, juntament amb Àlaba, les províncies amb menor implantació del PSOE de tot Espanya, pel seu caràcter conservador, el seu escassa i tardana industrialització i l'absència de tradicions obreres significatives.

## La fundació del PSN (1974-1984)
Després de la mort del dictador, l'Agrupació Socialista de Navarra del PSOE estava integrada en el Partit Socialista d'Euskadi (PSE-PSOE), com una agrupació provincial juntament amb les de Biscaia, Guipúscoa i Àlaba, ja que en aquell moment ambdós apostaven per un ens autonòmic comú amb les províncies basques. Després del Congrés Constituent que el PSE-PSOE va celebrar a Sant Sebastià al febrer de 1977, al maig d'aquest any diverses forces polítiques basques (Partit Nacionalista Basc, PSE-PSOE, ESEI, EPK-PCE, Democràcia Cristiana Basca i ANV) van signar el denominat «Compromís Autonòmic», on s'acordava que fossin els parlamentaris bascos i navarresos sortits de les eleccions constituents qui redactessin el futur estatut d'autonomia.
D'entre els signants del Compromís, PNB, PSE-PSOE i ESEI van concórrer amb una llista comuna, el Front Autonòmic, al Senat en les quatre províncies. La participació del PSE-PSOE en el Front Autonòmic era conseqüència de la vinculació amb el PNB en el govern basc en l'exili i la seva comuna oposició a la dictadura. A les eleccions generals de 1977 (les primeres des de 1936) el PSOE fou la segona força política a Navarra després de la UCD, aconseguint dos diputats en el Congrés: Gabriel Urralburu i Julio García. El Front Autonòmic va obtenir 10 senadors dels 16 possibles (tres en cadascuna de les províncies basques i un a Navarra, l'històric dirigent navarrès del PNB, Manuel de Irujo, corresponent els altres tres llocs a la UCD (Jaime Ignacio del Burgo, José Gabriel Marieta i José Luis Monge).
En compliment de les disposicions del Compromís Autonòmic, els diputats socialistes navarresos es van integrar en l'Assemblea de Parlamentaris Bascos (sense que els parlamentaris navarresos de la UCD, tres diputats i tres senadors, ho fessin). No obstant això, els socialistes navarresos, igual que la UCD, consideraven que la incorporació de Navarra havien de resoldre-les les institucions forals, una vegada que fossin democratitzades. Després d'àrdues negociacions, es va arribar a l'acord de deixar la incorporació de Navarresa al País Basc en mans de les institucions navarreses (amb el que la posterior constitució del Consell General Basc, òrgan preautonòmic que havia de preparar l'estatut d'autonomia una vegada aprovada la Constitució, no va contar ja amb la presència de Navarra), deixant oberta la porta a la seva incorporació posterior mitjançant la Disposició Addicional Quarta que es va incorporar a la Constitució de 1978, la qual va anar, no obstant això, rebutjada pel PNB. El referèndum constitucional va marcar un punt d'inflexió en les relacions entre el PSOE i el PNB, al considerar els primers que els segons mostraven així mancada de compromís amb el règim democràtic. Aquest fet, unit a la legislació que democratitzava les institucions forals navarreses, creant el Parlament Foral de Navarra, triat per sufragi universal, va dur als socialistes navarresos a replantejar-se la seva opció per la integració en la Comunitat Autònoma Basca.
Així, aquest objectiu desaparegué del programa electoral del PSOE a les eleccions al Parlament Foral de Navarra de 1979, existint en canvi un compromís exprés de no promoure la integració fins que no finalitzessin els processos de democratització de les institucions forals i ampliació de competències. A les eleccions, el PSOE va obtenir 15 parlamentaris forals i un membre de la Diputació Foral (UCD 20 parlamentaris i 4 dels 7 membres de la Diputació, inclòs el seu President; UPN, 13 parlamentaris; HB, 9 parlamentaris i 1 diputat; les agrupacions electorals constituïdes en les merindades per grups que compartien les tesis nacionalistes basques sobre Navarra, van obtenir 7 parlamentaris i 1 diputat; els nacionalistes bascos, PNB, EE i ESEI, 3 parlamentaris; i el Partit Carlista, la Unión Navarra d'Esquerres (UNAI) i una agrupació d'independents, 1 parlamentari cadascun). No obstant això, l'alineament amb el centredreta es referia fonamentalment al marc institucional navarrès. Així, en les eleccions municipals realitzades simultàniament amb les municipals, el PSOE va obtenir cinc regidors, el que va permetre al socialista Julián Balduz accedir a l'ajuntament amb el suport de totes les forces d'esquerra i nacionalistes (el conservaria fins a 1987).
Al desembre de 1979, la Comissió de Règim Foral del Parlament, amb els vots de la UCD, UPN i PSOE, va rebutjar la moció presentada per EE per a convocar el referendum previst en la disposició addicional per a decidir sobre la integració de Navarresa al País Basc. En aquells dies, el PSOE-PSE havia rebutjat en el seu congrés la integració de Navarra. Finalment, el PSOE, juntament amb UCD, UPN i Partit Carlista va promoure la Llei Orgànica de Reintegració i Amillorament del Règim Foral de Navarra (més coneguda com a Amejoramiento del Fur), equivalent a un Estatut d'Autonomia, encara que sense necessitat de ser aprovat en un referèndum. Després de ser negociat amb el govern de l'Estat, la llei va ser aprovada pel parlament Foral el 15 de març de 1982, amb 49 vots a favor (els de UCD, PSOE, UPN i Partit Carlista) i 5 en contra (PNB i EE). A la sessió no van assistir els 16 parlamentaris restants. Posteriorment va ser aprovada per les Corts Generals, entrant en vigor el 16 d'agost de 1982.
Després del suport al Amejoramiento, ja no tenia sentit la participació de l'Agrupació Socialista de Navarra en el PSE-PSOE. Així, en el Congrés que va celebrar al juny de 1982, es va separar del Partit Socialista d'Euskadi al que fins llavors pertanyia i es va constituir el Partit Socialista de Navarra (PSN-PSOE). En l'I Congrés del PSN-PSOE va ser escollit Gabriel Urralburu com a Secretari General.

### El PSN-PSOE en el Govern de Navarra (1984-1991)
A les eleccions generals espanyoles de 1982, el PSN-PSOE va obtenir els seus millors resultats des de l'arribada de la democràcia fins a l'actualitat (tres diputats de cinc possibles i tres senadors de quatre). A l'any següent (8 de maig de 1983), en les eleccions al Parlament de Navarra, el PSN-PSOE fou la llista més votada, obtenint 20 dels 50 escons. Encara que no disposava de majoria, i la candidatura del seu líder, Gabriel Urralburu no va obtenir la majoria absoluta, tampoc el seu rival, José Angel Zubiaur (d'UPN) la va obtenir (a pesar de ser donat suport per 21 parlamentaris), pel que en virtut de l'article 29.3 de l'Amillorament del Fur, que disposava que, en cas de no obtenir cap candidat majoria absoluta, havia de formar govern el líder de la llista amb major nombre d'escons. Així Urralburu va ser investit com a president de Navarra el maig de 1984, càrrec que ocuparia fins a 1991. En les eleccions d'aquest any, el PSN-PSOE va perdre la condició de força més votada, sent superat en un sol escó (20 a 19) per la Unió del Poble Navarrès, que es presentava en coalició amb el Partit Popular (UPN-PP). Per primera vegada la dreta navarresa acudia unida a les eleccions i el seu candidat Juan Cruz Alli va obtenir la presidència, passant el PSN-PSOE a l'oposició.

### Nova presidència i etapa de crisi (1991-1997)
El PSN-PSOE va passar a l'oposició, si bé Gabriel Urralburu va conservar el seu càrrec de Secretari General de PSN. En aquesta legislatura, les divisions internes en les files conservadores presidides per Juan Cruz Alli van produir una escissió d'UPN-PP i la fundació de Convergència de Demòcrates de Navarra (CDN), liderada per Alli, pel que, en 1995 es preveia que Urralburu accediria novament a la Presidència amb el suport de CDN. No obstant això, l'esclat del denominat Caso Urralburu o Trama navarresa del "Cas Roldán li va obligar a no presentar-se a la reelecció en la Secretaria General del PSN-PSOE, sent substituït en 1994 per Javier Otano
A les eleccions de 1995 el PSN-PSOE va descendir de 19 a 11 escons. No obstant això el seu candidat, Otano, va arribar la Presidència del Govern de Navarra en coalició amb CDN i Eusko Alkartasuna. El PSN va promoure l'Òrgan de Cooperació Permanent amb el País Basc. Durant la seva presidència també es van realitzar les polèmiques obres hidràuliques del Pantà d'Itoiz. Poc després, la premsa afí a UPN, va descobrir al juny de 1996 que Otano tenia un compte secret en Suïssa al seu nom, motiu pel qual va dimitir i es va donar de baixa del partit. Després d'aquest segon escàndol i amb dos expresidents forals amenaçats judicialment, es va dissoldre la Comissió Executiva Regional del PSN-PSOE. Els principals implicats en aquestes trames judicials de corrupció foren:
- Antonio Aragón que era el Conseller d'Obres Públiques del Govern de Navarra i president de la Confederació Hidrogràfica de l'Ebre (CHE) i després de vuit anys d'investigacions el seu judici, no va arribar a celebrar-se perquè l'Audiència Provincial va fallar que el presumpte delicte de suborn ja havia prescrit.
- Gabriel Urralburu, president del Govern de Navarra i va ser condemnat en 1998 a 11 anys de presó i 780 milions de pessetes de multa (600 per suborn i 180 per frau) (al març de 2001 el Tribunal Suprem va rebaixar la pena a 4 anys de presó en entendre que era incompatibles els delictes de suborn i frau fiscal).
- Javier Otano, successor en la presidència de Navarra d'Urraburu, fou també absolt per prescripció del delicte de suborn per haver passat més de cinc anys des que existissin indicis sòlids que percebrà comissions per valor d'un milió d'euros, acusació per la qual va dimitir del seu càrrec.

Una Comissió Gestora, es va fer càrrec del partit fins que, després d'un turbulent debat intern, en 1997 va ser escollit Juan José Lizarbe com a Secretari General del PSN-PSOE, María Asunción Apesteguía com a sotssecretària general i Jorge Mori (provinent de l'extinta Euskadiko Ezkerra) com a Secretari d'Organització, entre els llocs més destacats.

### El PSN-PSOE en l'oposició (1997-2007)
Electoralment, el PSN-PSOE va repetir en 1999 i 2003 (amb Juan José Lizarbe com a candidat) els mateixos resultats negatius que en 1995. Per això, novament després d'un fort debat intern, Carlos Chivite va ser escollit nou Secretari General del PSN-PSOE en el VIII Congrés (juliol de 2004). Chivite es mostrava proper al navarrisme d'UPN i va ser criticat per no ser una oposició real al govern conservador.
Després d'un nou debat intern, el 30 de setembre de 2006, el Comitè Regional del PSN-PSOE, amb un suport del 99% dels vots, va nomenar Fernando Puras candidat del PSN-PSOE a la Presidència del Govern de Navarra a les Eleccions Autonòmiques de 2007. Alguns mitjans van especular amb el fet que el canvi de candidat es va realitzar des de Madrid degut al fet que Chivite no era favorable a un pacte post-electoral amb la coalició Nafarroa Bai que donés al PSN el govern navarrès i, per contra, preferia continuar en unió ideològica amb UPN, sent per això substituït.
Al febrer de 2007 l'històric dirigent del PSN-PSOE, Román Felones i actual candidat d'aquest partit en les eleccions de maig de 2007, va declarar: 
| «                     | Jo m'atreviria a dir que, al marge de les qüestions que tenen a veure amb la corrupció, Urralburu ha estat sens dubte el millor president que ha tingut Navarra i el president que va fer possible la modernització d'aquesta terra. I jo estic orgullós, orgullós no, molt orgullós, d'haver pertangut a un govern que va fer possible, a partir de 1983 i fins a 1991, que Navarra es posés en camí cap a unes metes que avui semblen raonables | » |
| — Román Felones a ABC | |   |

, cosa per la qual fou durament criticat pels seus adversaris polítics.

### El PSN en l'actualitat (2007-Actualitat)
Després de les eleccions municipals i forals el PSN va quedar relegat a ser la tercera força política a Navarra i, després de més de dos mesos de negociacions i en contra de l'acordat per 104 vots a 1 per la federació navarresa del PSN que desitjava un govern tripartit PSN-Nabai-IU (el Govern de Convivència i Progrés), des de la direcció general del PSOE es va imposar el suport al govern d'UPN- CDN, abstenint-se en la votació d'investidura de Miguel Sanz que serà novament reelegit. Així mateix també va donar l'accés de l'ajuntament de Pamplona en la persona de la candidata regionalista, Yolanda Barcina, encara que en altres ajuntaments navarresos va acordar pactes amb Nafarroa Bai i Izquierda Unida.
Aquesta decisió ha motivat forts moviments interns dintre del PSN-PSOE que han afeblit l'actual direcció (baixes d'afiliats, dimissions en el si de la direcció regional, dimissió en bloc de la direcció de les JSN…) D'aquest moviments han sorgit dos grups crítics, un d'ells denominat Plataforma pel canvi a Navarra, format impulsat per militants del PSN-PSOE del sud de Navarra, es van plantejar abandonar el PSN-PSOE i estudiar constituir-se com a partit polític, sense que aquesta iniciativa prosperés. El segon grup crític, denominat Fòrum pel Rellançament del Socialisme Navarrès, rebutgen de pla abandonar el PSN-PSOE i impulsen des del si d'aquest una renovació política, estratègica i de persones des de l'aposta d'alternativa a UPN. Diversos dels seus representants públics han estat formats expedient pel PSOE després d'una roda de premsa no autoritzada pel PSN.

## Resultats electorals

### Parlament de Navarra
| Any  | Líder             | Vots   | %          | Escons  | +/– | Govern             |
| ---- | ----------------- | ------ | ---------- | ------- | --- | ------------------ |
| 1979 | Jesús Malón       | 48,289 | 18.94 (#2) | 15 / 70 | —   | Coalició           |
| 1983 | Gabriel Urralburu | 94,737 | 35.63 (#1) | 20 / 50 | 5   | Oposició (1983–84) |
| 1983 | Gabriel Urralburu | 94,737 | 35.63 (#1) | 20 / 50 | 5   | Minoria (1984–87)  |
| 1987 | Gabriel Urralburu | 78,453 | 27.68 (#1) | 15 / 50 | 5   | Minoria            |
| 1991 | Gabriel Urralburu | 91,645 | 33.36 (#2) | 19 / 50 | 4   | Oposició           |
| 1995 | Javier Otano      | 62,021 | 20.87 (#2) | 11 / 50 | 8   | Coalició (1995–96) |
| 1995 | Javier Otano      | 62,021 | 20.87 (#2) | 11 / 50 | 8   | Oposició (1996–99) |
| 1999 | Juan José Lizarbe | 61,531 | 20.28 (#2) | 11 / 50 | =   | Oposició           |
| 2003 | Juan José Lizarbe | 65,003 | 21.15 (#2) | 11 / 50 | =   | Oposició           |
| 2007 | Fernando Puras    | 74,157 | 22.49 (#3) | 12 / 50 | 1   | Oposició           |
| 2011 | Roberto Jiménez   | 51,238 | 15.85 (#2) | 9 / 50  | 3   | Coalició (2011–12) |
| 2011 | Roberto Jiménez   | 51,238 | 15.85 (#2) | 9 / 50  | 3   | Oposició (2012–15) |
| 2015 | María Chivite     | 45,164 | 13.37 (#5) | 7 / 50  | 2   | Oposició           |
| 2019 | María Chivite     | 71,838 | 20.63 (#2) | 11 / 50 | 4   | Coalició           |
| 2023 | María Chivite     | 68,247 | 20.69 (#2) | 11 / 50 | =   | Coalició           |

### Corts Generals
| Any       | Congrés | Congrés    | Congrés  | Congrés | Senat    | Senat |
| Any       | Vots    | %          | Diputats | +/–     | Senadors | +/–   |
| --------- | ------- | ---------- | -------- | ------- | -------- | ----- |
| 1977      | 54,720  | 21.17 (#2) | 2 / 5    | —       | 0 / 4    | —     |
| 1979      | 55,399  | 21.90 (#2) | 1 / 5    | 1       | 1 / 4    | 1     |
| 1982      | 112,186 | 37.64 (#1) | 3 / 5    | 2       | 3 / 4    | 2     |
| 1986      | 97,010  | 35.52 (#1) | 2 / 5    | 1       | 3 / 4    | =     |
| 1989      | 86,677  | 31.19 (#2) | 2 / 5    | =       | 1 / 4    | 2     |
| 1993      | 108,305 | 34.87 (#2) | 2 / 5    | =       | 1 / 4    | =     |
| 1996      | 98,102  | 30.26 (#2) | 2 / 5    | =       | 1 / 4    | =     |
| 2000      | 82,688  | 27.32 (#2) | 2 / 5    | =       | 1 / 4    | =     |
| 2004      | 113,906 | 33.55 (#2) | 2 / 5    | =       | 1 / 4    | =     |
| 2008      | 117,920 | 34.76 (#2) | 2 / 5    | =       | 1 / 4    | =     |
| 2011      | 72,892  | 22.02 (#2) | 1 / 5    | 1       | 1 / 4    | =     |
| 2015      | 54,856  | 15.52 (#3) | 1 / 5    | =       | 0 / 4    | 1     |
| 2016      | 58,173  | 17.35 (#3) | 1 / 5    | =       | 0 / 4    | =     |
| 2019 (I)  | 94,551  | 25.76 (#2) | 2 / 5    | 1       | 1 / 4    | 1     |
| 2019 (II) | 83,734  | 25.00 (#2) | 1 / 5    | 1       | 1 / 4    | =     |
| 2023      | 93,553  | 27.37 (#1) | 2 / 5    | 1       | 3 / 4    | 2     |

### Parlament Europeu
| Any  | Vots   | %     | Pos. |
| ---- | ------ | ----- | ---- |
| 1987 | 83,111 | 29.49 | 1r   |
| 1989 | 65,540 | 28.60 | 1r   |
| 1994 | 57,102 | 24.80 | 2n   |
| 1999 | 74,004 | 24.78 | 2n   |
| 2004 | 69,833 | 34.94 | 2n   |
| 2009 | 63,848 | 31.48 | 2n   |
| 2014 | 31,629 | 14.48 | 3r   |
| 2019 | 95,164 | 27.96 | 1r   |
| 2024 | 75,329 | 28.84 | 1r   |